# Cristești (okręg Jassy)
Cristești – wieś w Rumunii, w okręgu Jassy, w gminie Brăești. W 2011 roku liczyła 956 mieszkańców.